# Indriði G. Þorsteinsson
Indriði Guðmundur Þorsteinsson (* 18. April 1926 in Gilhagi, Skagafjörður; † 3. September 2000 in Hveragerði) war ein isländischer Schriftsteller und Journalist.

## Leben
Indriðis Eltern waren der Arbeiter Þorsteinn Magnússon und dessen Frau Anna Jósepsdóttir.  Nach dem Schulbesuch in Laugarvatn arbeitete er als Verkäufer, LKW- und Taxifahrer. Anfang der 1950er-Jahre wurde er Journalist in Reykjavík. 1951 begann er, literarische Texte zu veröffentlichen.
Sein erster Roman, Sjötíu og níu af stöðinni, erschien 1955. Er gilt als ein Klassiker der isländischen Nachkriegsliteratur. Das Buch fand auch internationale Beachtung. 1962 wurde es von dem dänischen Regisseur Erik Balling mit Gunnar Eyjólfsson und Kristbjörg Kjeld in den Hauptrollen verfilmt. Die Verfilmung war sehr erfolgreich, gilt aber wegen ihrer Freizügigkeit auch als Skandalfilm. Der Roman wurde ins Ungarische und 2011 unter dem Titel Taxi 79 ab Station auch ins Deutsche übersetzt. Deutsche Kritiker äußerten sich überwiegend sehr positiv. So wurde der Roman in der Frankfurter Rundschau als „isländische Literatur in bester ironischer Federführung“ gewürdigt. In der Welt hieß es, dass „einen die Wucht des Buches trifft wie ein Keulenschlag“, und die Süddeutsche Zeitung machte Ernest Hemingway als Vorbild Indriðis aus, fand jedoch, dass sein „Held schöner scheitert als seine amerikanischen Vorbilder.“ Der WDR strahlte eine Hörspielbearbeitung aus.
Indriði veröffentlichte noch einige weitere Romane, darunter Land og synir, der 1963 erschien und 1966 ins Deutsche übersetzt wurde, sowie Kurzgeschichten und Gedichte. Von 1962 bis 1973 und von 1987 bis 1991 war er Chefredakteur der Zeitung Tíminn.
Er war mit Þórunn Ó. Friðriksdóttir verheiratet und hatte vier Söhne, darunter Arnaldur, der ebenfalls ein bekannter Schriftsteller ist.

## Werke

### Kurzgeschichtensammlungen
- Sæluvika (1951)
- Þeir sem guðirnir elska (1958)
- Mannþing (1965)
- Vafurlogar (1974)
- Átján sögur úr álfheimum (1986)

### Gedichtsammlungen
- Dagbók um veginn (1973)

### Romane
- Sjötíu og níu af stöðinni (1955, dt. Taxi 79 ab Station, 2011)
- Land og synir (1963, dt. Herbst über Island, 1966)
- Þjófur í paradis (1967)
- Norðan við strið (1971)
- Unglingsvetur (1979)
- Keimur af sumri (1987)